# Teófilo III
Teófilo III de Jerusalén (en griego: Η Α. Μακαριότης ο Πατριάρχης Ιεροσολύμων Θεόφιλος Γ'; en árabe: غبطة بطريرك المدينة المقدسة اورشليم وسائر أعمال فلسطين كيريوس كيريوس ثيوفيلوس الثالث‎; en hebreo: הפטריארך תאופילוס השלישי מירושלים‎) (nacido como Ilias Giannopoulos; Mesenia, Grecia, 4 de abril de 1952) es el actual patriarca de la Iglesia Ortodoxa de Jerusalén. Él es llamado "Patriarca de la Ciudad Santa de Jerusalén y toda Palestina, Siria, más allá del río Jordán, Caná de Galilea y la Santa Sión."
Teófilo fue elegido por el Santo Sínodo de Jerusalén como el primado 141a de la Iglesia Ortodoxa de Jerusalén el 22 de agosto de 2005, y confirmado por el Sínodo pan-ortodoxo de Constantinopla. La elección fue respaldada por Jordania, el 24 de septiembre de 2005, como uno de los tres gobiernos cuya aprobación es necesaria. Fue entronizado el 22 de noviembre de 2005, pese a la objeción de Israel. Teófilo tenía previamente una petición al gobierno israelí para el reconocimiento de la elección, finalmente el gobierno israelí reconoció la elección de Teófilo el 16 de diciembre del 2007.
Teófilo fue elegido por unanimidad por el Santo Sínodo de Jerusalén, para suceder al depuesto, Irenaios I. Tras su elección, Teófilo dijo: "En los últimos meses hemos tenido muchos problemas pero con la ayuda de Dios vamos a superarlos."

## Biografía
Teófilo nació en Mesenia, Peloponeso, Grecia el 4 de abril de 1952, su nombre al nacer era de Ilias Giannopoulos. En 1964, Ilias se trasladó a Jerusalén.
Se desempeñó como arcediano para el entonces patriarca Benediktos (Benedicto I). De 1991 a 1996 fue un sacerdote en Caná de Galilea, que la que había una comunidad cristiana predominantemente palestina, también formó una sociedad llamada "Nour al Masih" ("Luz de Cristo") para difundir la fe cristiana ortodoxa en toda la región.
Teófilo estudió teología en la Universidad de Atenas y llegó a completar una maestría en Durham. Ha estudiado en la Universidad Hebrea de Jerusalén. Además de su lengua natal, griego, también habla inglés, árabe y hebreo.
En 1996 fue uno de los clérigos cristianos en los siglos primero para hacer una abertura en la cerrada sociedad islámica wahabita de Catar, una zona históricamente bajo la jurisdicción de la Iglesia Ortodoxa de Jerusalén, donde muchos trabajadores palestinos viven en la actualidad, un número considerable de los cristianos ortodoxos. Luego se desempeñó como exarca del Santo Sepulcro en Catar.
De 2000 a 2003 fue enviado a la iglesia del Patriarcado de Moscú, pero la mayoría del tiempo se mantuvo alejado de Moscú, donde el patriarcado tiene un metochion establecido.
Antes de convertirse en patriarca Teófilo sirvió por un tiempo corto como el arzobispo de Tabor, consagrada al episcopado por Irenaios en febrero de 2005.
Fue entronizado oficialmente como Patriarca de Jerusalén y Palestina el 22 de noviembre de 2005. Los delegados de todas las Iglesias ortodoxas, así como altos dignatarios laicos estuvieron presentes, entre ellos el presidente de Grecia, y altos funcionarios representantes de los gobiernos de la Autoridad Nacional Palestina, Jordania y Catar, así como diplomáticos y oficiales militares.

## Títulos
El título oficial del patriarca de Jerusalén es la siguiente:
Su Beatitud el más piadoso, el Patriarca de la Ciudad Santa de Jerusalén y toda Palestina, Siria, Arabia, más allá del río Jordán, Caná de Galilea, y la Santa Sion, Teófilo III;
en griego:
Η Αυτού Θειοτάτη Μακαριότης, ο Πατριάρχης της Αγίας Πόλεως Ιερουσαλήμ και πάσης Παλαιστίνης, Συρίας, Αραβίας, Πέραν του Ιορδάνου, Κανά της Γαλιλαίας και Αγίας Σιών, Θεόφιλος Γ '

## Distinciones honoríficas
- Miembro de Primera Clase de la Orden del Príncipe Yaroslav el Sabio (República de Ucrania, 27/07/2013).
- Caballero gran cruz de la Orden del Redentor (República Helénica, 2016).
- Caballero gran collar de la Orden del Águila de Georgia (Casa de Bagration).
- Caballero gran collar de la Orden de Manuel Amador Guerrero(Panamá, 1/6/2016).